# Abri de los Cazadores del Navazo
L'abri des Chasseurs du Verger (en espagnol, abrigo de los Cazadores del Navazo) est un abri sous roche situé dans la commune d'Albarracín (comarque de la Sierra de Albarracín), dans la province de Teruel, en Aragon, en Espagne,.
Cet abri sous roche, qui abrite des peintures rupestres appartenant au style de l'art schématique ibère, fait partie de l'ensemble dénommé Art rupestre du bassin méditerranéen de la péninsule Ibérique, inscrit au Patrimoine mondial par l'Unesco en 1998 (sous la référence 874-...). Il est protégé comme Bien d'Intérêt Culturel depuis 1996 (cote RI-51-0009458).

## Situation
L'abri des Chasseurs du Verger se trouve dans la Sierra d'Albarracín. Il est proche de l'abri de Lázaro, dans le paysage protégé des Pinares de Rodeno du parc culturel d'Albarracín. Il a été découvert en 1974.

## Description
Plusieurs figures sont visibles sur le panneau rupestre, dont une figure humaine armée d'une sorte de bouclier.

## Galerie

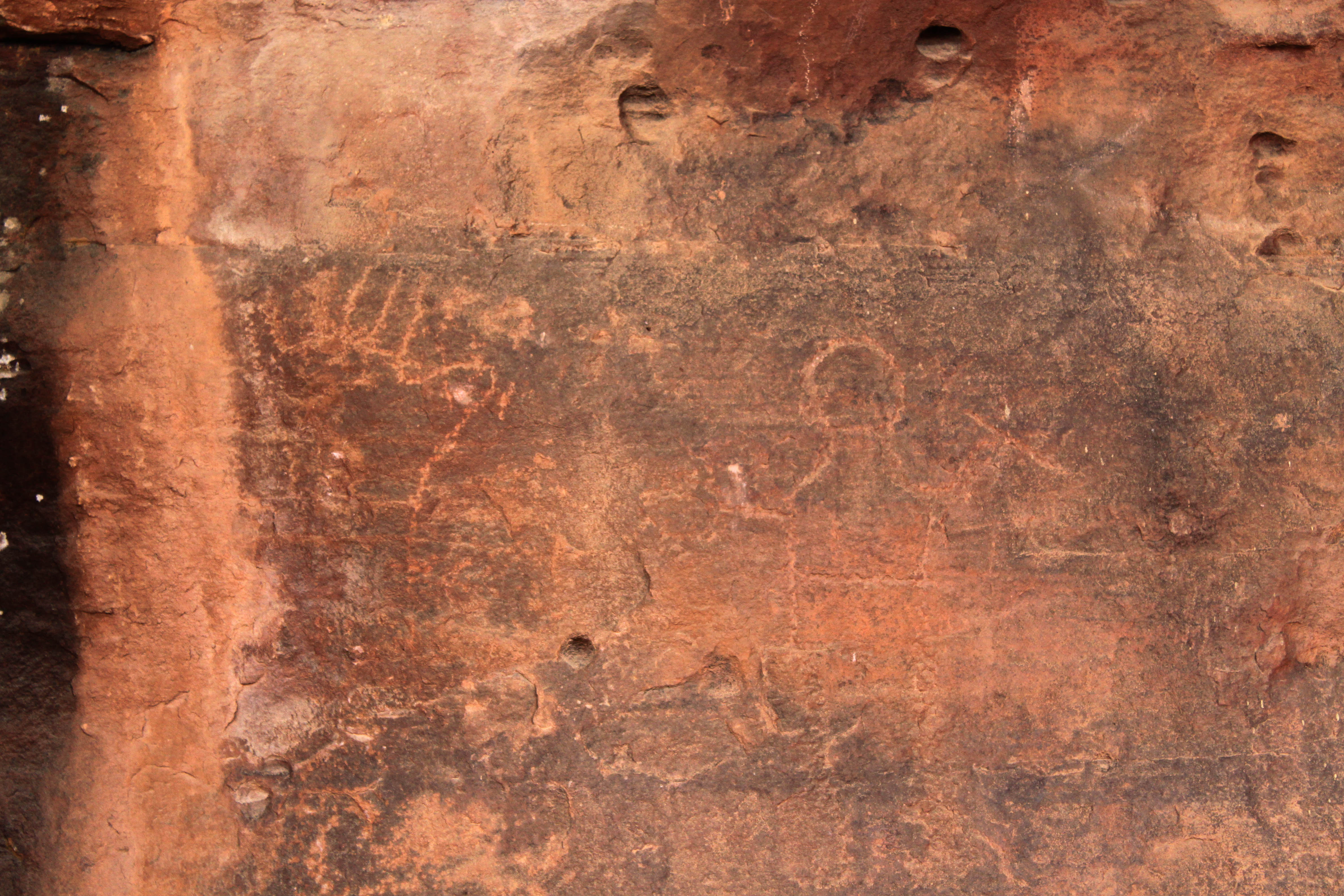
Figures rupestres
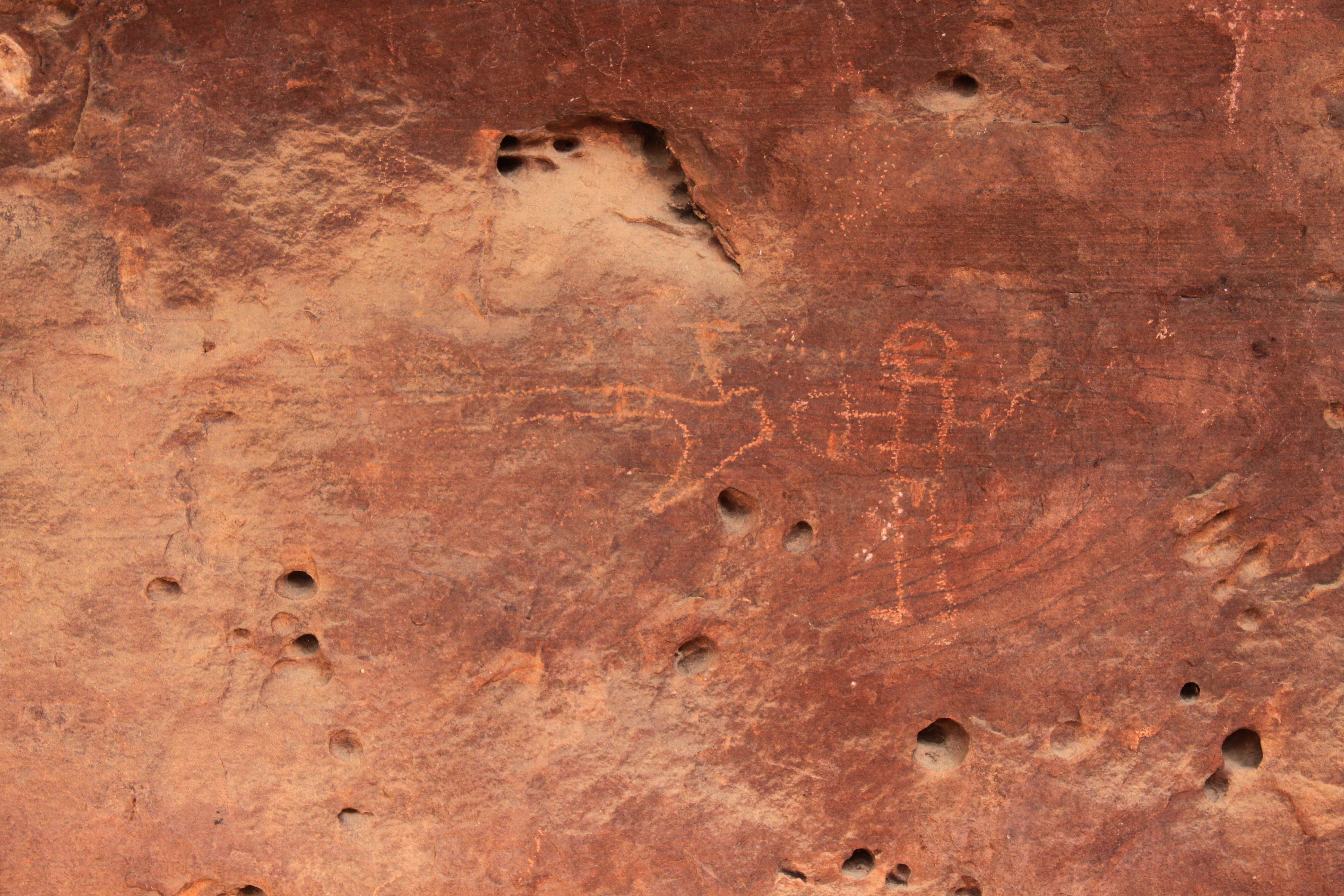
Figures rupestres